# رومئو ونتورلی
رومئو ونتورلی (ایتالیایی: Romeo Venturelli; ۹ دسامبر ۱۹۳۸ – ۲ آوریل ۲۰۱۱) دوچرخه‌سوار اهل ایتالیا بود.